# Britomartis Chasma
Il Britomartis Chasma è una struttura geologica della superficie di Venere.